# Rimantadin
Rimantadin är en organisk förening som är ett derivat av adamantan med formeln C10H15CH(NH2)CH3. Det är ett oralt administrerat antiviralt läkemedel som används, dock sällan i Sverige, för att behandla och i sällsynta fall förebygga influensavirus A-infektion. När det tas inom ett till två dygn efter att symtomen har utvecklats, kan rimantadin förkorta varaktigheten och mildra svårighetsgraden av influensa. Rimantadine kan lindra symtom, inklusive feber. Både rimantadin och det liknande läkemedlet amantadin är derivat av adamantan. Rimantadin har visat sig vara mer effektivt än amantadin eftersom patienten uppvisar färre symtom när det används. Rimantadine godkändes av Food and Drug Administration (FDA) 1994.
Rimantadin godkändes för medicinskt bruk 1993. Prover av säsongsbetonade H3N2 och 2009 års pandemiska influensa som testats har visat resistens mot rimantadin, och det rekommenderas inte längre att preparatet ordineras för behandling av denna typ av influensa. 

## Medicinsk användning

### Influensa A
Rimantadin hämmar influensaaktivitet genom att binda till aminosyror i M2-transmembrankanalen och blockera protontransport över M2-kanalen. Rimantadin tros hämma influensans virusreplikation, möjligen genom att förhindra att virusets skyddande skal, som är höljet och kapsiden, avlägsnas. M2-kanalen är känd för att vara orsak till viral replikation i influensaviruset. Genetiska studier tyder på att virusets M2-protein, en jonkanal specificerad av virion M2-genen, spelar en viktig roll i känsligheten hos influensa A-virus för hämning av rimantadin.
Rimantadin är bundet inuti poren till amantadinspecifika aminosyrabindningsställen med väte- och van der Waals-bindningar. Ammoniumgruppen (med närliggande vattenmolekyler) är placerad mot C-terminalen med amantadangruppen är placerad mot N-terminalen när den är bunden inuti M2-poren.

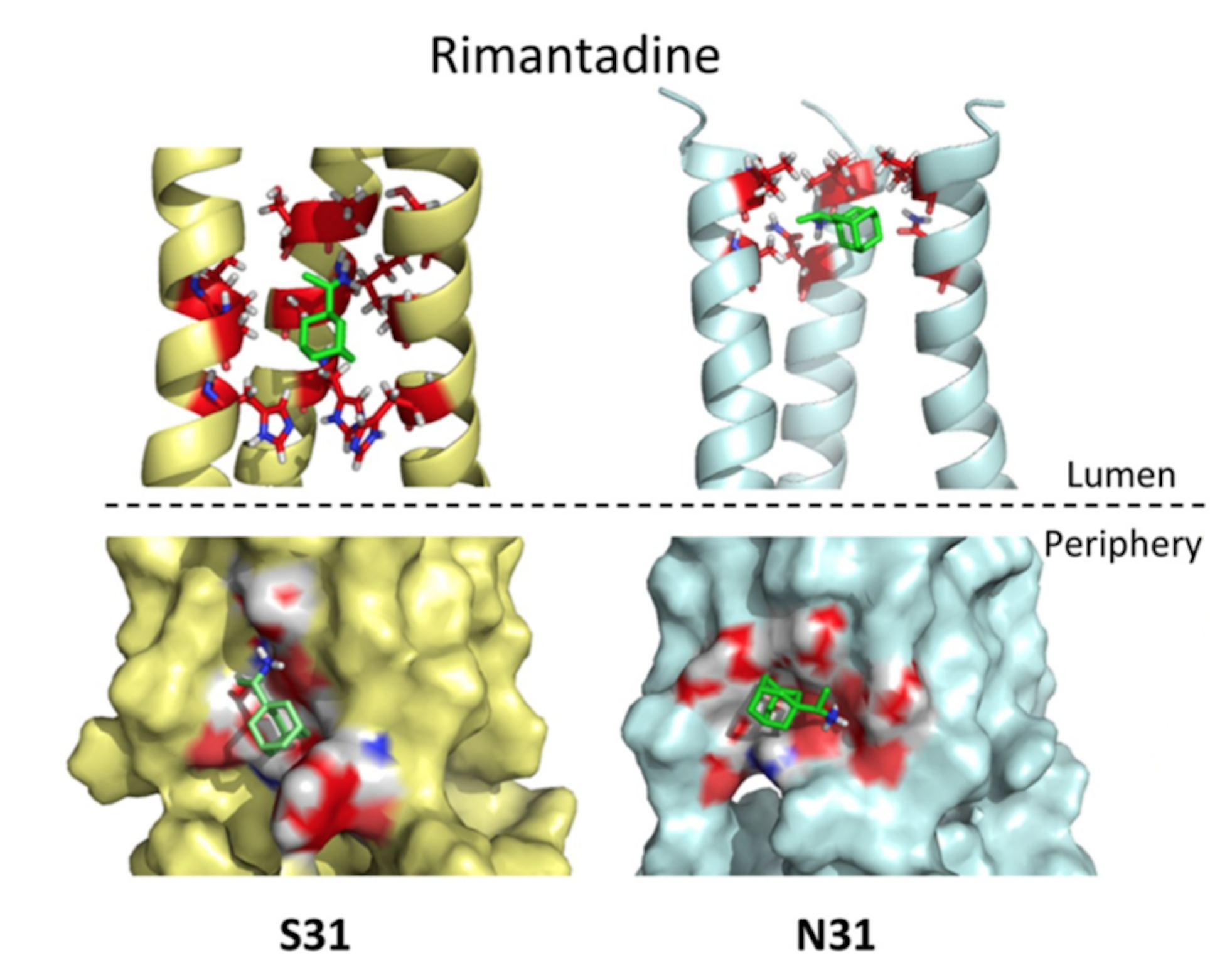
Rimantadin S31N mutationsbindning

#### Influensaresistens
Resistens mot rimantadin kan uppstå som ett resultat av aminosyrasubstitutioner på vissa platser i transmembranregionen av M2. Detta förhindrar bindning av antiviral till kanalen.
Mutations S31N-bindningsstället med rimantadin visas i bilden till vänster. Den visar rimantadinbindning till lumenala (överst) eller perifera (nedre) bindningsställen med influensa M2-kanal Serine 31 (guld) eller Asparagine 31 (blå).

#### Rimantadin enantiomer-interaktioner med M2
Rimantadin är, när det säljs som Flumadin, en racemisk blandning där både R- och S-tillstånden är ingår i läkemedlet. NMR-studier i fast tillstånd har visat att R-enantiomeren har en starkare bindningsaffinitet till M2-kanalporen än S-enantiomeren av rimantadin. Eftersom enantiomererna har liknande bindningsaffinitet, har de också liknande förmåga att blockera kanalporen och fungera som en effektiv antiviral. Rimantadin-enantiomererna R och S är avbildade under interagerande med M2-poren nedan till höger. Denna bild visar ingen signifikant modellerad skillnad mellan R- och S-enantiomererna.

### Parkinsons sjukdom
Rimantadin, liksom dess antivirala kusin amantadin, besitter vissa NMDA-antagonistiska egenskaper och kan användas vid behandling av Parkinsons sjukdom. I allmänhet är dock vare sig rimantadin eller amantadin ett föredraget medel för denna terapi och borde reserveras för fall av sjukdomen som är mindre känsliga för frontlinjebehandlingar.

### Annat
Rimantadin har visat sig vara effektivt mot andra RNA-innehållande virus. Det kan behandla arbovirus som Saint Louis encefalit och Sindbis. Andra virus som kan behandlas med Rimantadin är respiratoriska syncytial och parainfluensavirus. Rimantadin har också visat sig behandla kronisk hepatit C.

## Biverkningar
Rimantadine kan ge biverkningar i magtarmkanalen och centrala nervsystemet. Ungefär 6 procent av patienterna (jämfört med 4 procent av patienterna som fick placebo) rapporterade biverkningar vid en dos på 200 mg/d. Vanliga biverkningar är:
- illamående
- orolig mage
- nervositet
- trötthet
- yrsel
- sömnsvårigheter (sömnlöshet)
- koncentrationssvårigheter
- förvirring
- ångest

Rimantadin visar färre CNS-symtom än systerläkemedlet Amantadin.